# Неми филм
Неми филм у најширем смислу означава сваки филмски снимак који у себи не садржи тонски запис. Јавно извођење ових филмова било је готово увек праћено музиком. Неми филм је настао крајем 19. века у западној Европи и САД. Технологија снимања и репродукције звука је постојала пре настанка првих немих филмова, али све до 1920-их година нису постојале прикладне методе синхронизације визуелног и звучног записа на филмској траци. Стога су, уз поједине експерименталне изузетке, сви дотада снимљени филмови по правилу били неми. То раздобље било је познато као ера немог филма и завршена је 1927. године када је произведен и приказан, први комерцијално дистрибуирани звучни филм, Џез певач.
Термин неми филм је ретроним — термин створен да се ретроактивно разликује нешто од каснијег развоја. Рани звучни филмови, почевши од Певача џеза 1927. године, различито су називани „тонским филмовима”, „звучним филмовима” или „сликама које говоре”. Идеја комбиновања филмова са снимљеним звуком старија је од филма (предложена је скоро одмах након што је Едисон представио фонограф 1877. године), а неки рани експерименти су навели да је пројекциониста ручно подешавао брзину кадрова тако да одговара звуку, и стога је услед техничких изазова који су укључени, увођење синхронизованог дијалога постало практично тек касних 1920-их са усавршавањем аудион појачала и појавом витафонског система. У року од једне деценије, распрострањена производња немих филмова за популарну забаву је престала, и индустрија је у потпуности прешла у еру звука, у којој су филмови били праћени синхронизованим звучним снимцима говорних дијалога, музике и звучних ефеката.
Већина раних филмова сматра се изгубљеним јер је нитратни филм коришћен у то доба био изузетно нестабилан и запаљив. Поред тога, многи филмови су намерно уништени, јер су имали занемарљиву сталну финансијску вредност у овој ери. Често се тврдило да је изгубљено око 75 одсто немих филмова произведених у САД, иако ове процене могу бити нетачне због недостатка нумеричких података.

## Ера немог филма
Рад Мејбриџа, Марија и Ле Принса поставио је основу за будући развој филмских камера, пројектора и провидног целулоидног филма, који су довели до развоја биоскопа каквог данас познајемо. Амерички проналазач Џорџ Истман, који је први произвео фотографске суве плоче 1878, направио је напредак на стабилном типу целулоидног филма 1888.
Уметност кинематографије доспела је у пуну зрелост у „немој ери“ (1894 на филму – 1929 на филму). Врхунац неме ере (од раних 1910-их у филму до касних 1920-их) био је посебно плодан период, пун уметничких иновација. У овом периоду почињу филмски покрети класичног Холивуда, као и француски импресионизам, немачки експресионизам и совјетска монтажа. Неми филмски ствараоци су били пионири у уметничкој форми до те мере да практично сваки стил и жанр филмског стваралаштва 20. и 21. века има своје уметничке корене у ери немог филма. Нема ера је такође била пионирска са техничке тачке гледишта. Осветљење у три тачке, крупни план, дуги снимак, померање и континуална монтажа постали су преовлађујући много пре него што су неми филмови замењени „сликама које говоре“ или „звучним филмом“ касних 1920-их. Неки научници тврде да је уметнички квалитет биоскопа опадао неколико година, током раних 1930-их, све док се режисери, глумци и продукцијско особље нису у потпуности прилагодили новим „разговорима“ средином 1930-их.
Визуелни квалитет немих филмова — посебно оних произведених током 1920-их — често је био висок, али и даље постоји широко распрострањена заблуда да су ови филмови примитивни или да се једва могу гледати по савременим стандардима. Ова заблуда произилази из неупућености јавности у медиј, као и из непажње од стране индустрије. Већина немих филмова је лоше очувана, што доводи до њиховог пропадања, и добро очувани филмови се често репродукују погрешном брзином или испаштају од цензурних резова и недостатака кадрова и сцена, што ствара привид лоше монтаже. Многи неми филмови постоје само у копијама друге или треће генерације, често су направљени од већ оштећених и запуштених филмских трака. Још једна широко распрострањена заблуда је да немим филмовима недостају боје. У ствари, боја је била далеко заступљенија у немим филмовима него у првих неколико деценија звучних филмова. До раних 1920-их, 80 одсто филмова могло се видети у некој врсти боја, обично у облику нијансирања филма или тонирања или чак ручног бојења, али и са прилично природним двобојним процесима као што су кинемаколор и техниколор.

### Међунаслови
Како се филмовима постепено повећавало време трајања, била је потребна замена за интерног преводиоца који би публици објашњавао делове филма. Пошто неми филмови нису имали синхронизован звук за дијалог, међунаслови на екрану су коришћени за навођење тачака приче, представљање кључних дијалога, а понекад чак и коментарисање радње за публику. Аутор наслова постао је кључни професионалац у немом филму и често је био одвојен од писца сценарија који је креирао причу. Међунаслови (или наслови како су се обично називали у то време) „често су били графички елементи, са илустрацијама или апстрактним украсима који су коментарисали радњу“.

### Жива музика и друга звучна пратња
Приказивање немих филмова скоро увек је укључивало живу музику почевши од прве јавне пројекције филмова браће Лумијер 28. децембра 1895. године у Паризу. Томе је 1896. допринела прва изложба филмова у Сједињеним Државама у Костер и Бијалова музичка дворана у Њујорку. На овом догађају Едисон је направио преседан да све представе треба да прати оркестар. Од самог почетка, музика је препозната као суштинска, у погледу доприноса атмосфери и давања публици виталне емоционалне назнаке. Музичари су понекад свирали на филмским сетовима током снимања из сличних разлога. Међутим, у зависности од величине изложбеног простора, музичка пратња би могла драстично да се промени у обиму. Биоскопи у малим градовима и квартовима обично су имали само пијанисту. Почевши од средине 1910-их, велика градска позоришта су имала тенденцију да имају оргуљаше или ансамбле музичара. Масивне позоришне оргуље, које су дизајниране да попуне јаз између једноставног клавирског солисте и већег оркестра, имале су широк спектар специјалних ефеката. Позоришне оргуље као што је чувени „Мајти Вурлицер“ могле би да симулирају неке оркестарске звуке заједно са бројним ефектима удараљки као што су бас бубњеви и чинеле, и звучне ефекте у распону од „звиждука возова и чамаца [до] сирена аутомобила и звиждука птица; .. Неки су чак могли да симулирају пуцње из пиштоља, звоњаву телефона, звук сурфања, коњска копита, разбијање грнчарије, [и] грмљавину и кишу“.
Музичке партитуре за ране неме филмове биле су импровизоване или састављене од класичне или позоришне репертоарске музике. Међутим, када су пуне карактеристике постале уобичајене, музику су компајлирали пијаниста, оргуљаш, диригент оркестра или сам филмски студио из музике за фото репродукцију, што је укључивало и белешке уз филм. Ови записи су често били дугачки, са детаљним белешкама о ефектима и расположењима на које треба обратити пажњу. Почевши од углавном оригиналне партитуре коју је компоновао Џозеф Карл Брејл за еп Д. В. Грифитово Рођење нације (1915), постало је релативно уобичајено да филмови са највећим буџетом стигну у позориште са оригиналним, посебно компонованим партитурама. Међутим, прве наменске пуне партитуре су заправо компоноване 1908. године, од стране Камила Сен-Санса за Убиство војводе од Гиза, и Михаила Иполитов-Иванова за Стенка Разина.